# Rein Alexander
Rein Alexander Hauge Korshamn, conosciuto semplicemente come Rein Alexander (Bergen, 28 novembre 1971), è un cantante norvegese.

## Biografia
Cresciuto in una famiglia musicale, Rein Alexander ha iniziato a cantare in tenera età ed è entrato a far parte del coro maschile della televisione pubblica norvegese, Sølvguttene. Ha completato gli studi musicali fra Oslo, New York e Reykjavík, e fra il 1996 e il 2000 ha frequentato la Royal Academy of Music di Londra. Nella metà degli anni '90 ha inoltre fatto parte del coro maschile Gli Scapoli.
Dopo essersi diplomato, Rein Alexander ha lavorato come pescatore nel mare di Barents, ha brevemente vissuto in Italia, ed è tornato in madrepatria, dove è stato impiegato come addetto alla sicurezza in una catena di hotel. Nonostante l'intenzione di trasferirsi in Germania per lavorare come cantante lirico, i suoi piani sono cambiati quando nel 2003 gli è stato offerto il ruolo di protagonista nel musical I miserabili a Oslo.
Sempre nel 2003, il cantante ha acquisito maggiore notorietà vincendo l'edizione inaugurale del talent show Kjempesjansen, che gli ha fruttato il suo primo contratto discografico con la Epic Records. Nel 2004 ha pubblicato il suo album di debutto eponimo, che ha venduto oltre 50 000 copie a livello nazionale, raggiungendo la 7ª posizione della classifica norvegese. Il suo secondo disco, Det er et land, è uscito l'anno successivo e si è fermato al 14º posto in classifica. Nel corso del decennio successivo Rein Alexander ha continuato a recitare in musical e a pubblicare musica, spesso collaborando con altri artisti norvegesi su dischi natalizi.
All'inizio del 2020 ha preso parte al Melodi Grand Prix, il programma di selezione del rappresentante norvegese all'Eurovision Song Contest, dove ha presentato il singolo One Last Time. Si è esibito durante la seconda semifinale, risultando vincitore e guadagnando un posto fra i dieci finalisti. Si è ripresentato all'edizione successiva, questa volta fra i finalisti prequalificati, con l'inedito Eyes Wide Open.

## Discografia

### Album in studio
- 2004 – Rein Alexander
- 2005 – Det er et land
- 2006 – Terje vigen (con Henrik Ibsen)
- 2007 – Song for You
- 2009 – Julenatt (con Elisabeth Andreassen)
- 2010 – Bettan & Rein Alexanders jul (con Bettan)

### EP
- 2014 – Christine, Mads i Rein synger julen inn (con Christine Guldbrandsen e Mads Belden)
- 2016 – End of Time (con Petter Anton Næss)

### Singoli
- 2004 – Nella fantasia
- 2004 – Sommernatt ved fjorden (con Christine Guldbrandsen)
- 2005 – Vi skal ikkje sova bort sumarnatta
- 2007 – We've Got Tonight (con Trine Rein)
- 2008 – The Loneliest Night of December (con Benedicte Adrian)
- 2012 – Gi meg fri
- 2013 – Vi kjæm med lys (con Stine Mari Langstrand)
- 2013 – The Prayer (con Marit Strømøy)
- 2014 – Bare la meg gå (con Doffen)
- 2016 – Himlens nåde (con Anita Skorgan)
- 2017 – Det er jo vi
- 2020 – One Last Time
- 2020 – Coronasommerklem
- 2021 – Kjærlighet
- 2021 – Eyes Wide Open